# 비순환 소수
비순환 소수는 소수점 아래에 0이 아닌 숫자가 나타나는 무한소수 중에 순환하지 않는 무한소수를 말한다.

## 예시
{\displaystyle {\sqrt {2}}=1.4142135623730951\cdots }
{\displaystyle \pi =3.14159265358979323846264338\cdots }

## 판별법
소수는 똑같은 비순환 소수의 곱이고, 합성수는 소수와 소수의 곱이거나, 합성수와 합성수의 곱이다.